# 布朗县州立公园
布朗县州立公园（Brown County State Park）是美国印地安纳州的一个州立公园，面积15,776英亩。 公园于1929年对公众开放，是印地安纳州最大的州立公园，也是游客该州最多的州立公园，2008年游客数量超过130万。公园位于科诺博斯通悬崖，海拔最高点的风景极美。

## 描述
公园包括两个湖泊：奥格尔湖面积17英亩，斯特劳湖面积7英亩。园内有70英里马踏成的路和20英里徒步小径。徒步小径难度从简单到崎岖，长度0.5到3英里不等。
秋季是游客最多的季节，树叶颜色变化多端，园中可以俯视大片的落叶阔叶林。

## 畫廊

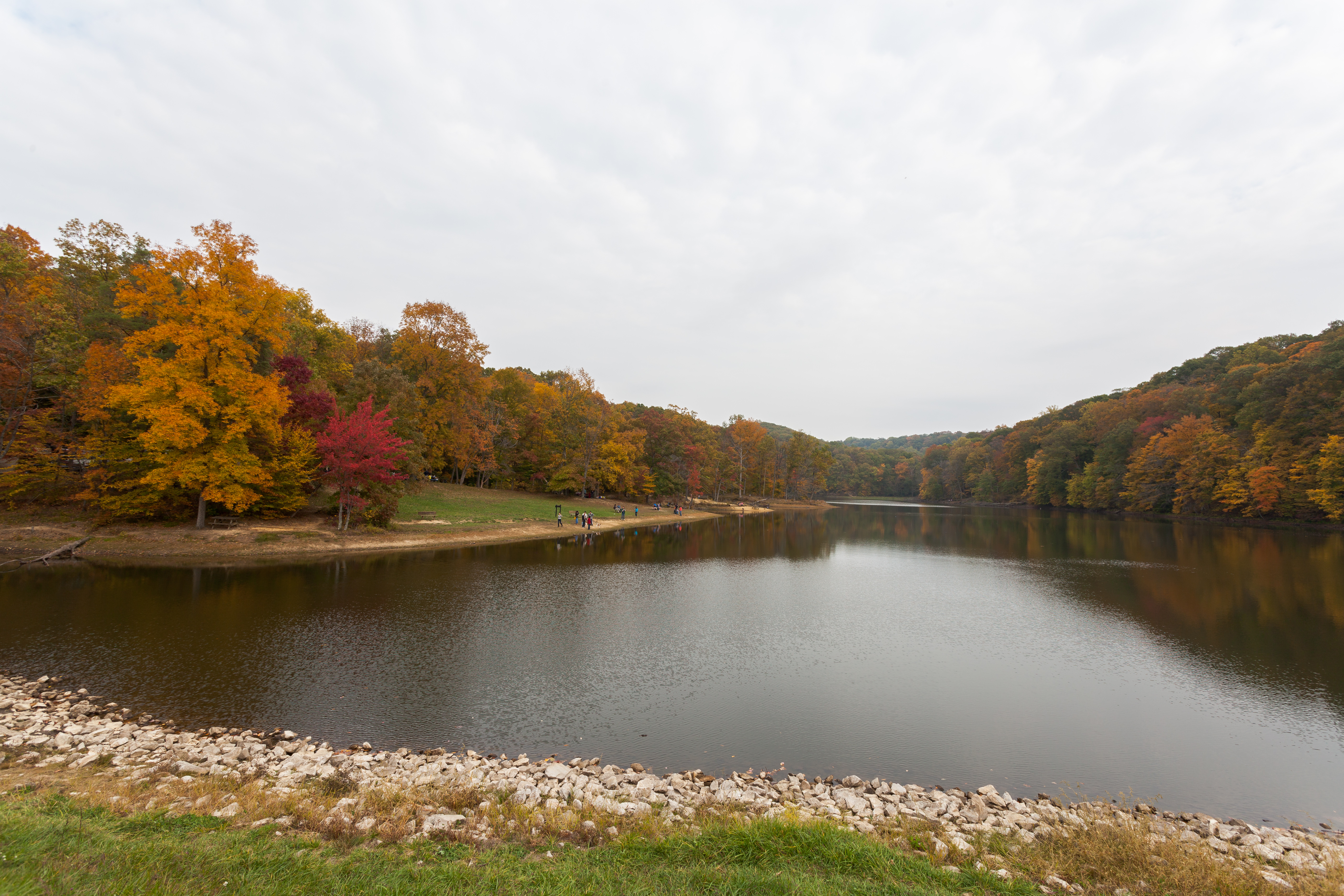
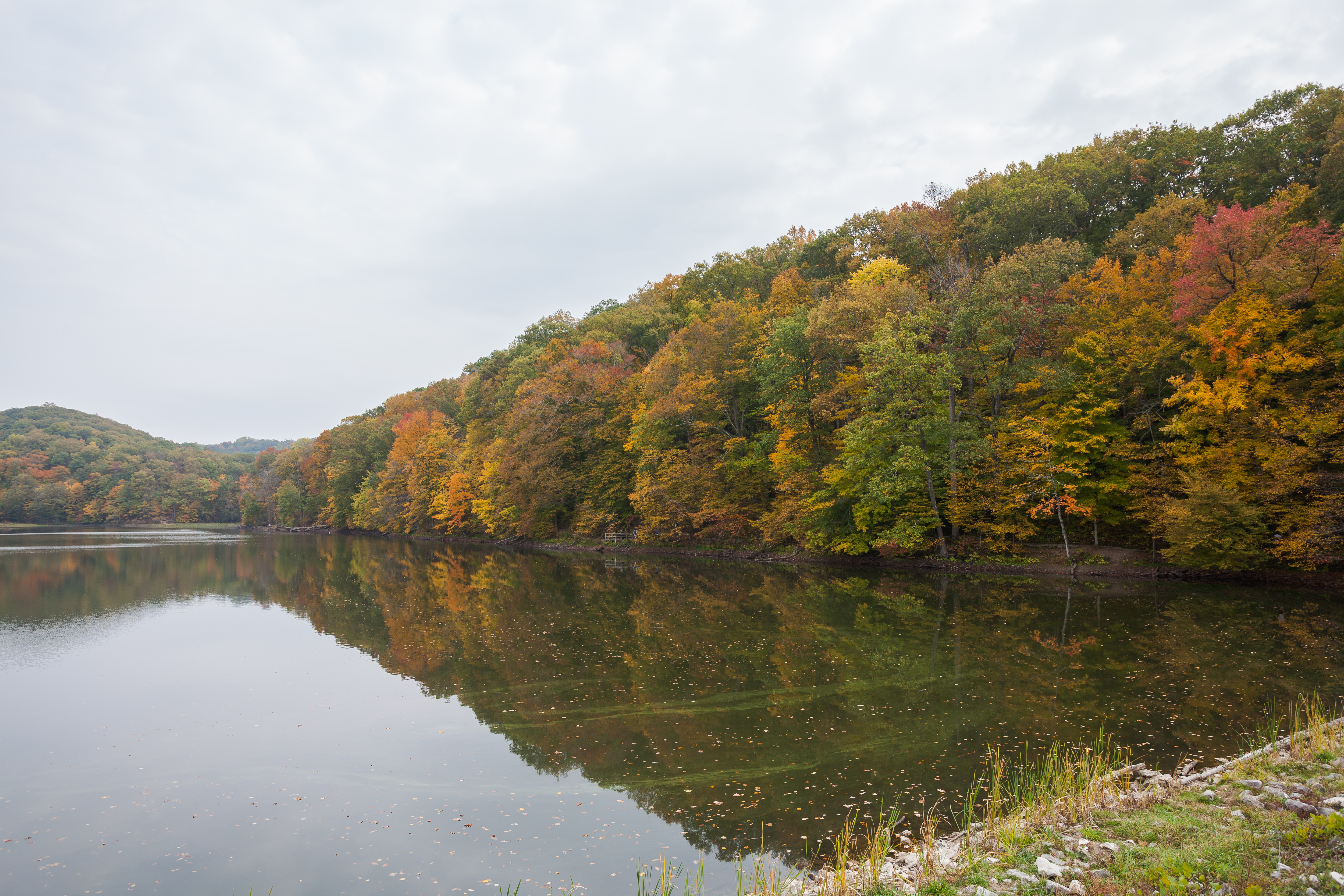
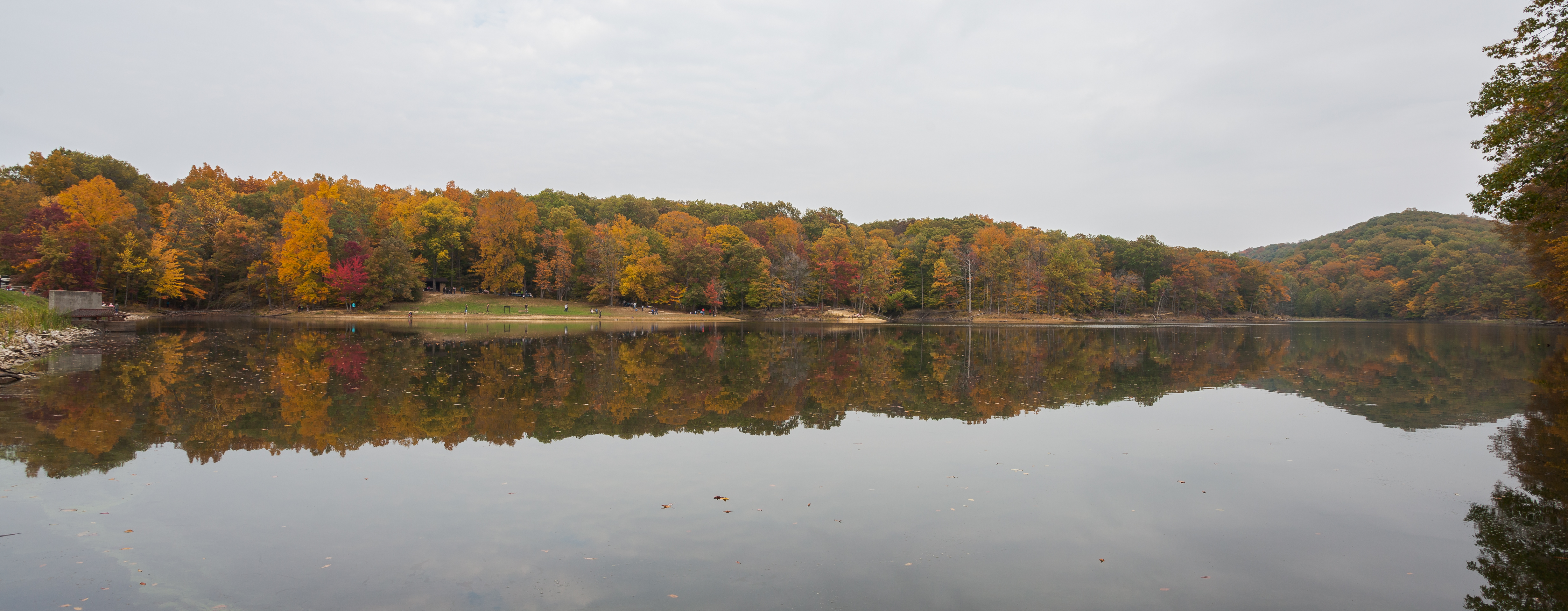
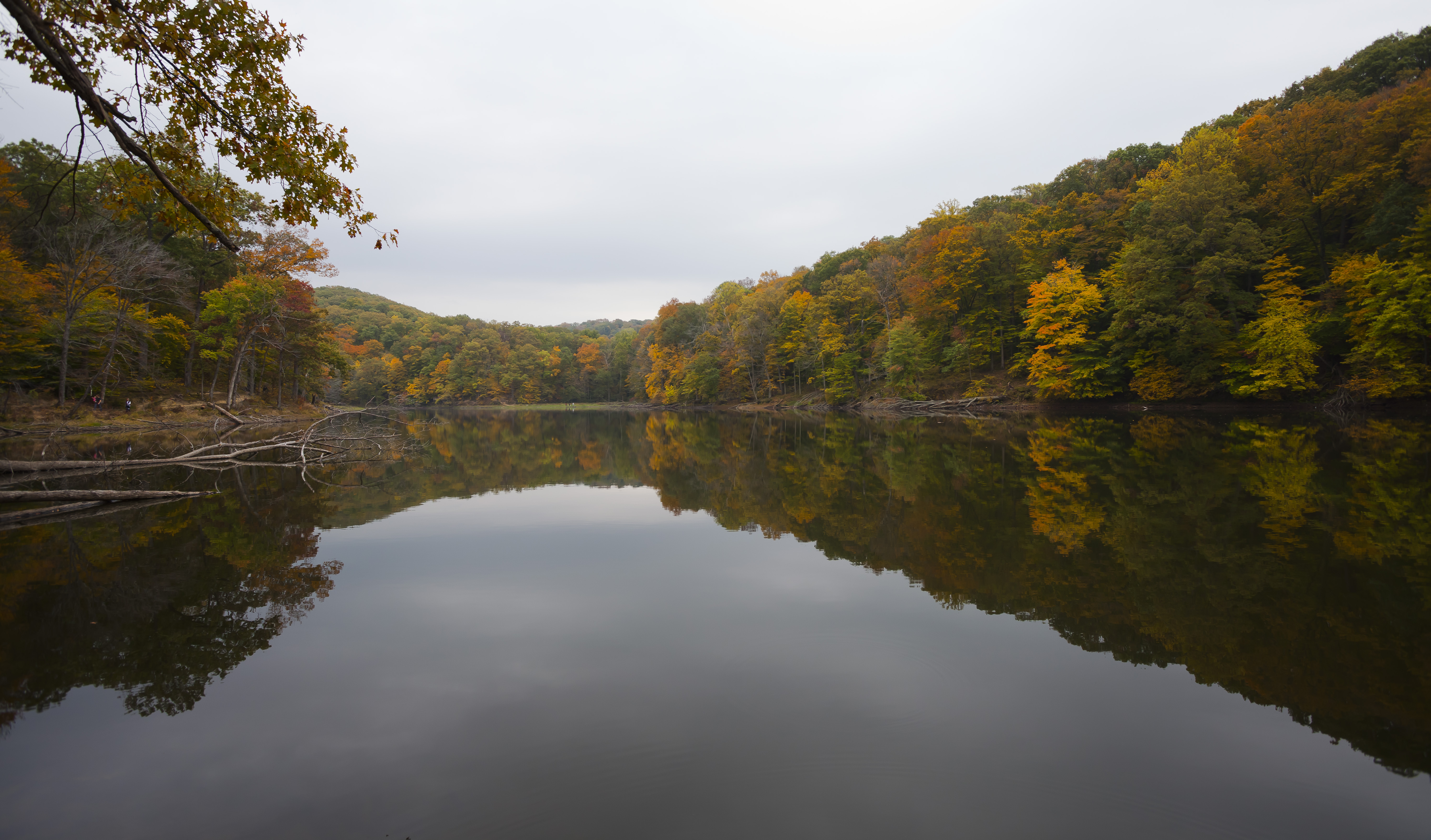
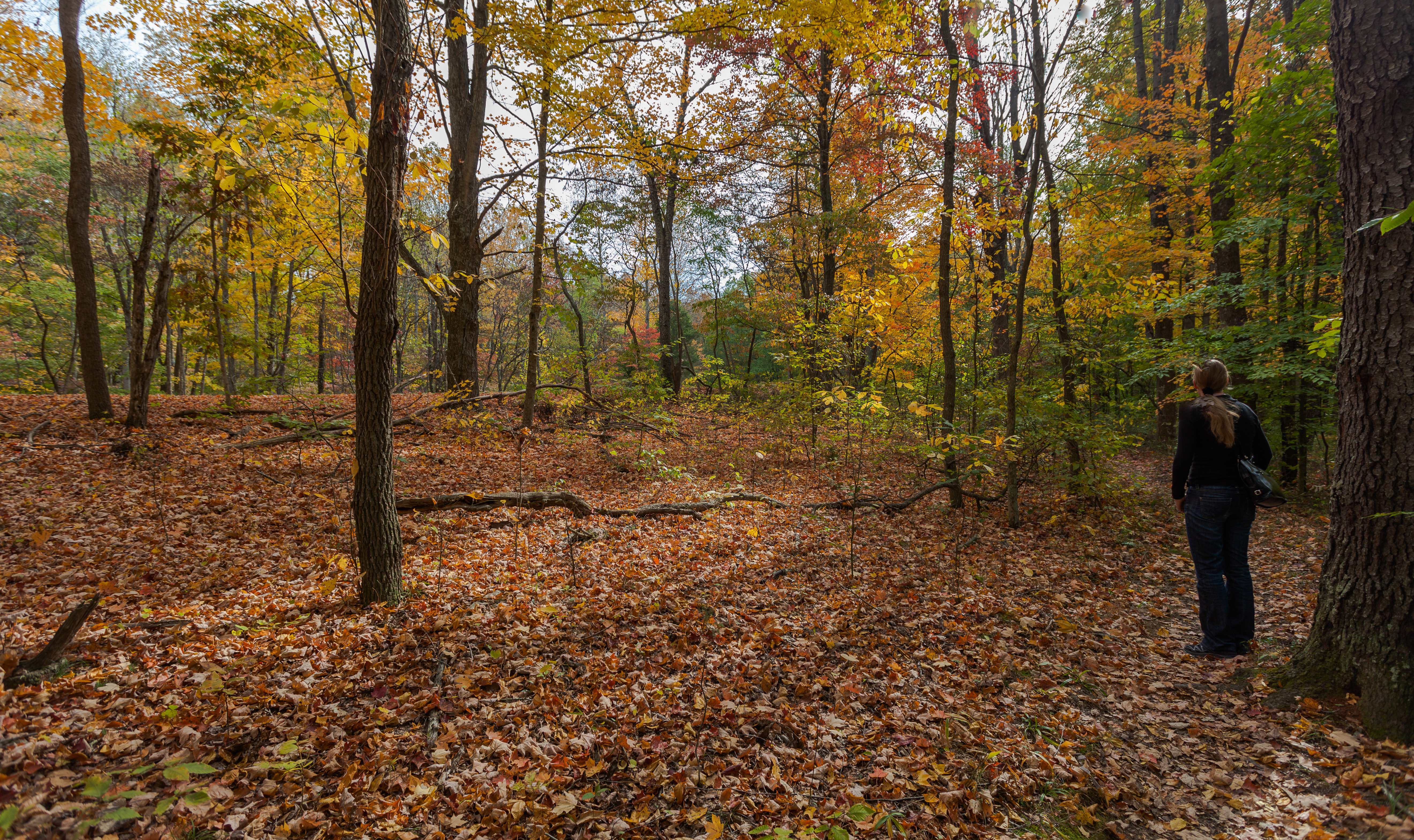
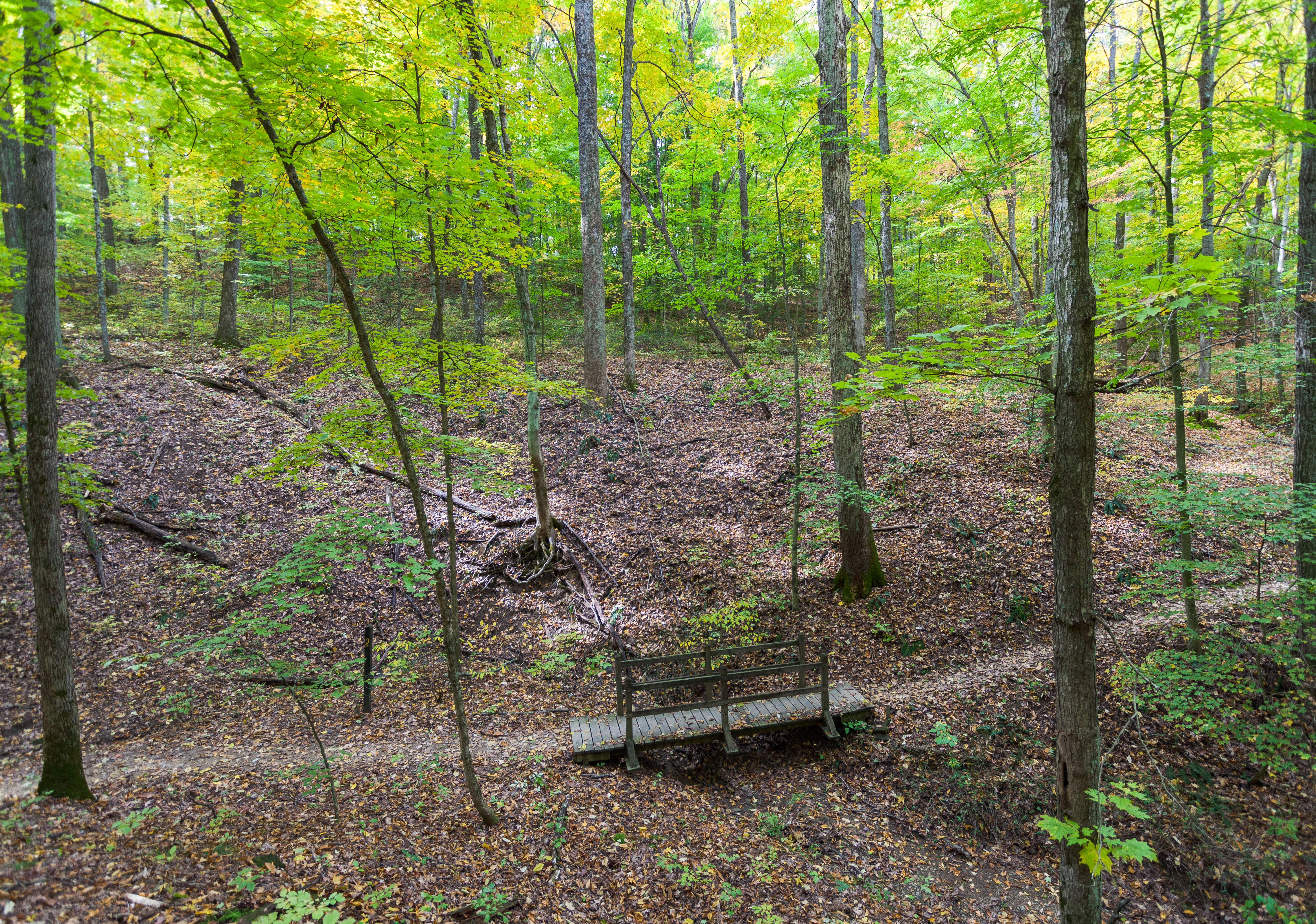
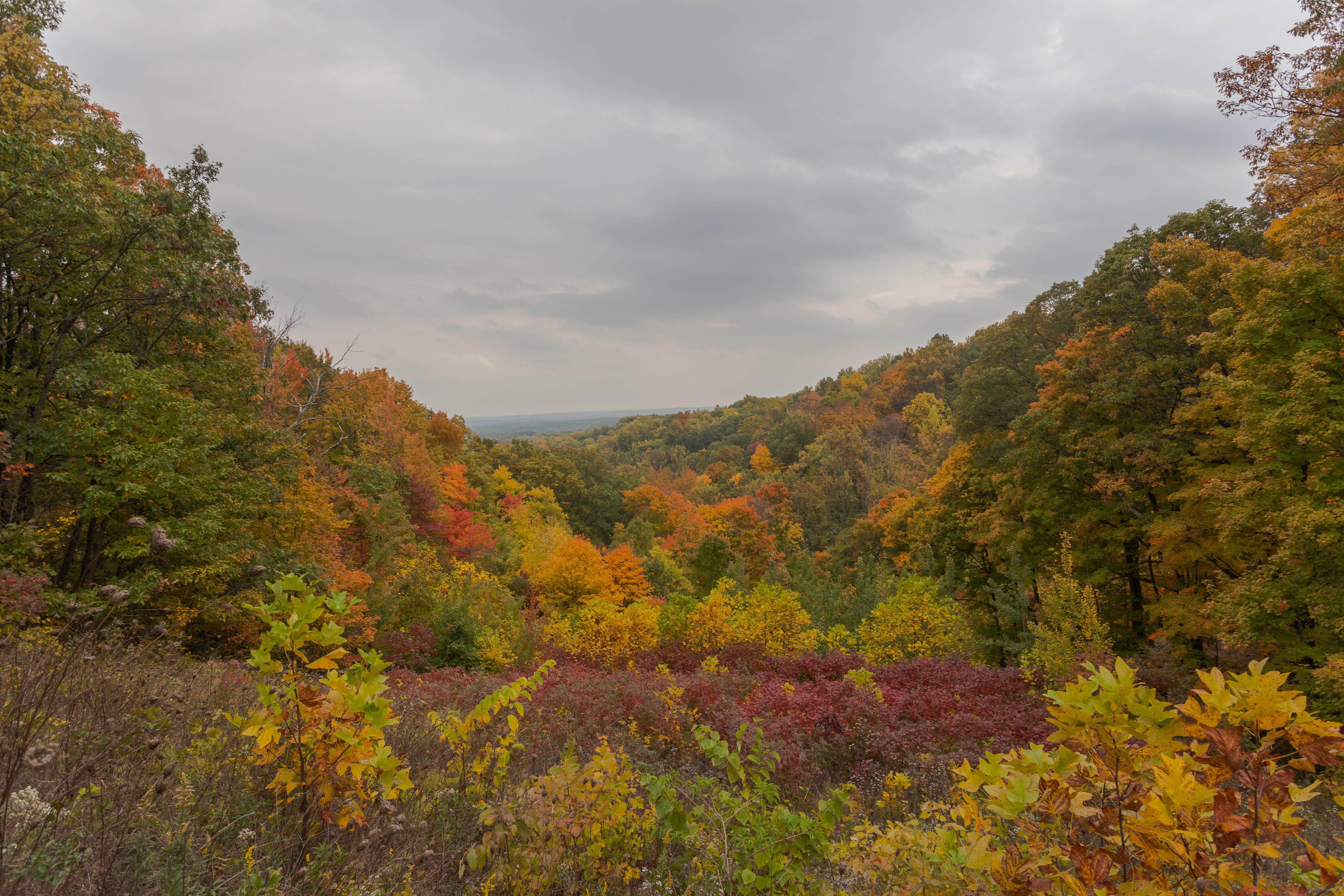
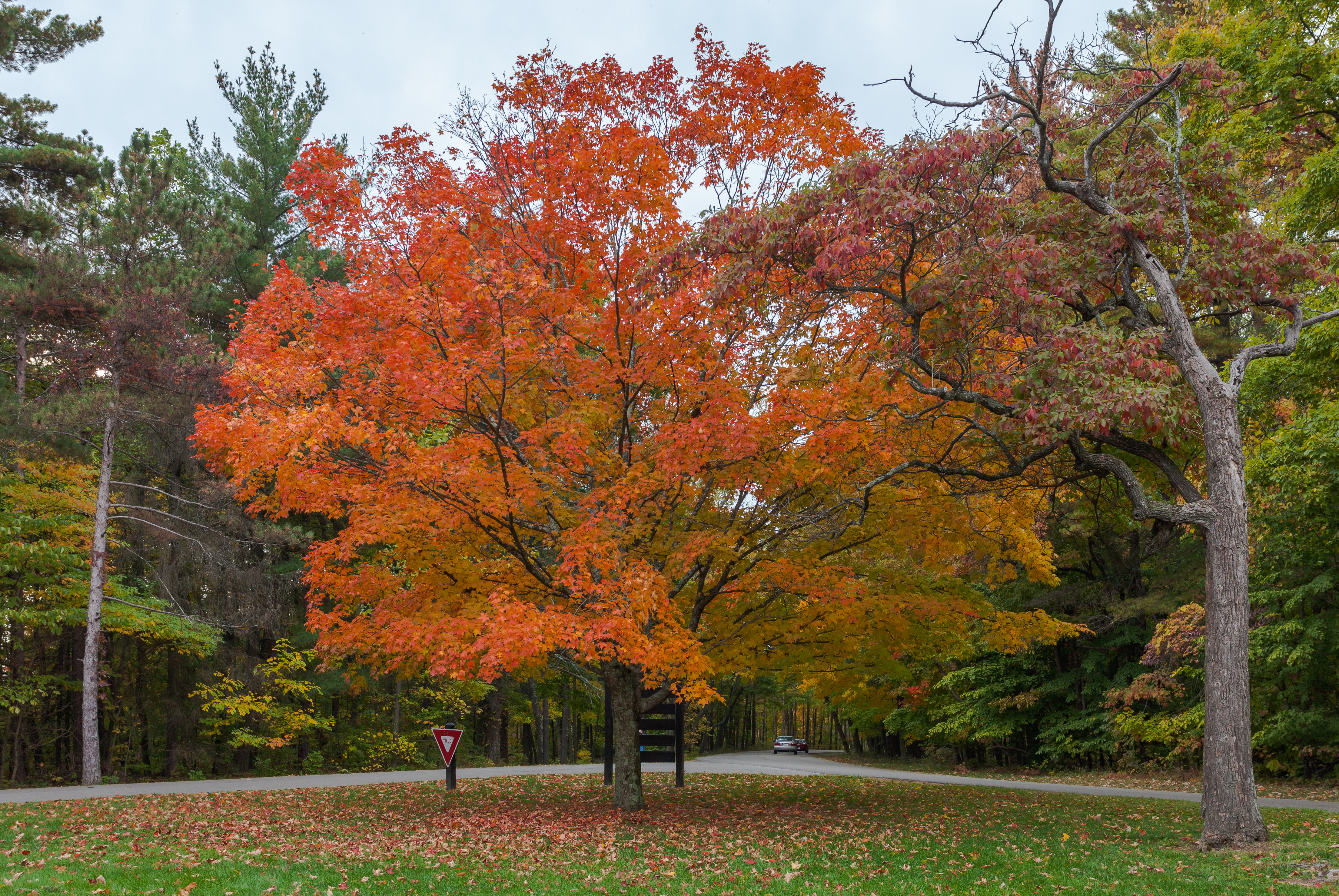